# Бібхуті Рой
Бібгуті Рой — інженер і професор. Він є дослідником Бременського університету в ITB на кафедрі комп'ютерних наук та інженерії та запрошеним професором у міжнародних університетах. Його дослідницькі інтереси включають комп'ютерне навчання, розробку навчальної програми, біотехнологію для сталого водопостачання, децентралізоване виробництво та зберігання енергії, а також установку для виробництва та обслуговування сонячної енергії.

## Раннє життя
Рой народився у Східному Пакистані. Він був студентом університету Раджшахі. Він здобув ступінь бакалавра наук і продовжив навчання в Бременському університеті. Отримав ступінь доктора філософії в області інженерії після завершення докторської дисертації під назвою «Моделювання як орієнтоване на дію середовище навчання в професійній освіті».

## Кар'єра
Рой розпочав свою кар'єру технічним помічником у Vereinigte Flugtechnische Werke (VFW) GmbH у Бремені, розробляючи крила винищувачів, пізніше працював у Brown, Boveri and Cie (BBC) AG, а також технічним креслярем, проєктуючи схеми електричних схем і як стажист у MBB — ERNO Raumfahrttechnik GmbH для виконання техніко-економічних обґрунтувань використання супутників для освітніх цілей. Він працював стажистом у Бременському університеті на кафедрі виробничої техніки для виконання техніко-економічних обґрунтувань використання електророзрядних машин (EDM) у космосі. Він продовжував працювати в Бременському університеті в галузі розробки концепції, організації та управління практично-орієнтованими програмами отримання ступеня для інженерів з країн, що розвиваються. Він був заступником начальника відділу Інституту технології та освіти (ITB). Рой був співзасновником Bangladesh Entwicklungszentrum у Німеччині (BEZ) e. V. та засновник IAQ Бремен, Німеччина. Він також був співзасновником SUPCONS Ltd. Верден, Німеччина (компанія з надання ІТ-послуг, яка спеціалізується на розробці порталів і платформ), член-засновник Міждисциплінарної дослідницької групи (IRG) Інженерно-технологічного університету Кхулна, а пізніше Університет Кхулна став членом-засновником Renewable Energy & Environment Foundation (REEF) у Кхулні та науковим радником Міжнародного університету Daffodil у Дакці. Найбільш помітними проєктами були сонячні навчальні та виробничі об'єкти, будівництво лікарень у Бангладеш та створення сталого водопостачання в Африці.